# Międzywodzie
Międzywodzie (deutsch Heidebrink) ist ein Dorf und Seebad im Powiat Kamieński der polnischen Woiwodschaft Westpommern an der Ostsee in der Stadt-und-Land-Gemeinde Dziwnów (Dievenow).

## Geographische Lage
Die Ortschaft liegt in Hinterpommern im östlichen Teil der Insel Wolin auf einer kleinen Nehrung (Trendel, polnisch Miedzywodzkie („zwischen zwei Wassern“)) zwischen der Ostsee und dem Camminer Bodden, und zwar dort auf einer Landzunge mit dem Namen Stut-Wiese. Die Entfernung nach West-Dievenow (Dziwnów) im Nordosten beträgt 3,5 Kilometer, nach Kolzow (Kołczewo) im Südwesten sieben Kilometer.

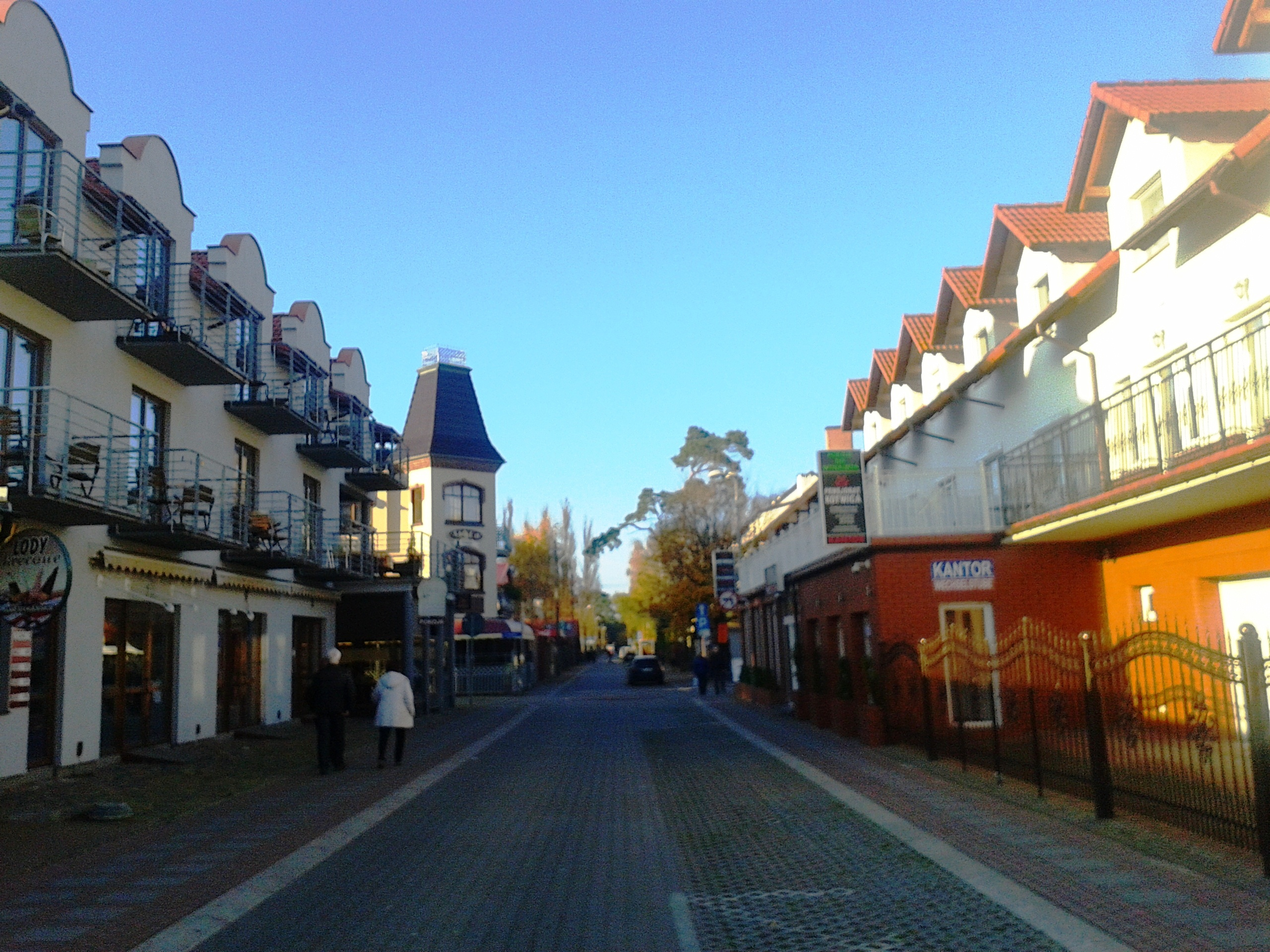
Hauptstraße des Badeorts

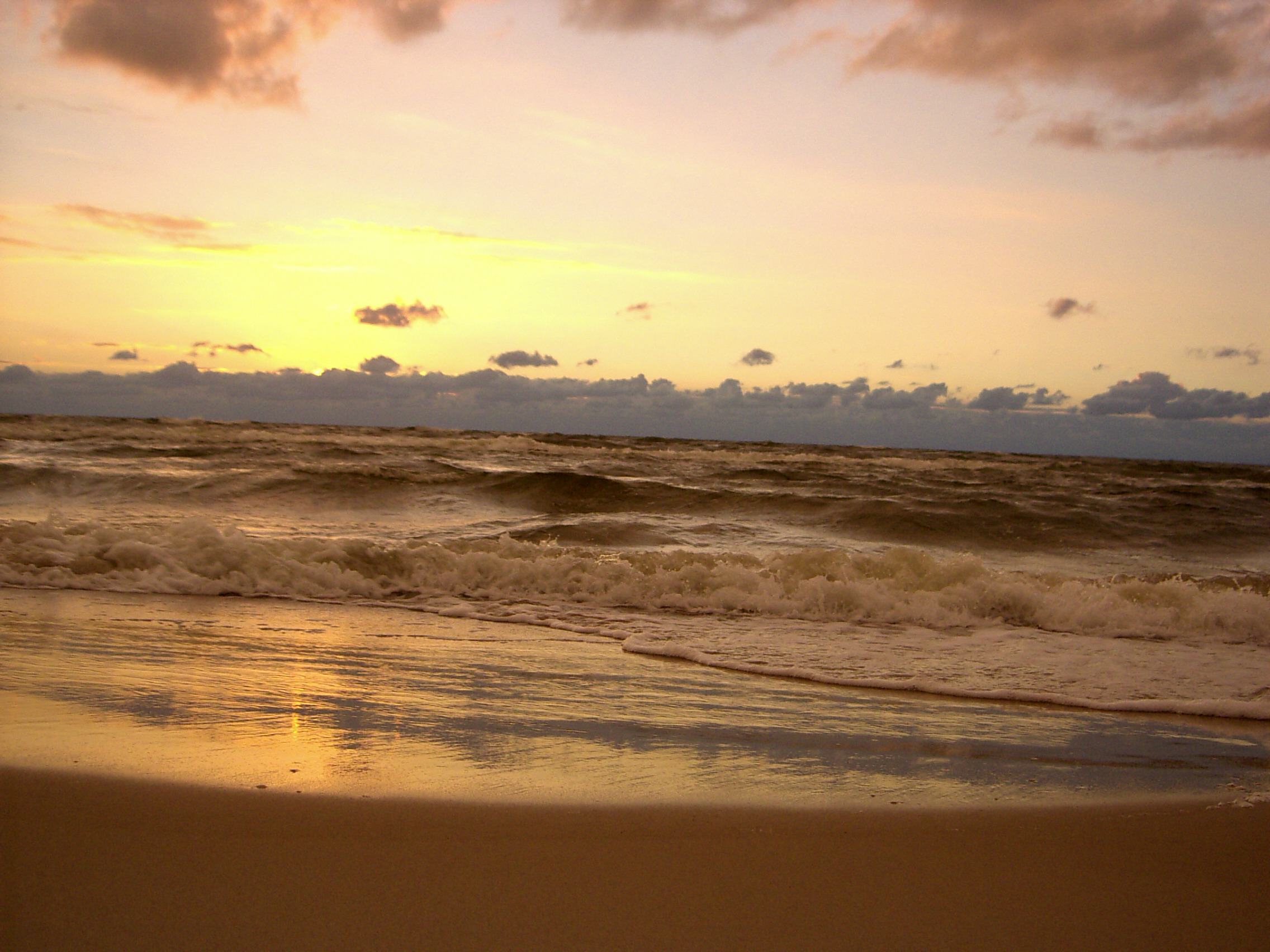
Strand von Heidebrink

## Geschichte
Im Jahr 1784 war Heidebrink eine Eigentumsortschaft der Stadt Cammin i. Pom. und bestand aus zwei Fischerkaten, deren Einwohner zu Kolzow in der Wollinschen Synode eingepfarrt waren. Gefischt wurde sowohl in der Ostsee als auch im Camminer Bodden. Die Pacht war an das Amt Wollin zu zahlen.
Achtzig Jahre später, 1865, war Heidebrink eingepfarrt im Kirchspiel Fritzow, Kaminer Synode.
Es lag im Usedom-Wolinschen Kreise und gehörte der Stadt Kamin. Nun zählt es 10 Fischerwohnungen mit 4 Nebengebäuden und 59 Einwohnern. Die Kinder gingen in West-Diwenow zur Schule. Wege zu den nächsten landeinwärts gelegenen Ortschaften, Lauen und Schwantuß, gab es nicht. Heidebrink und West-Diwenow konnten nur zu Wasser erreicht werden. Da sich Fritzow mit seiner Kirche jenseits des Diwenow-Stromes befindet, musste die Bevölkerung stets erst mit dem Boot übersetzen, um zur Kirche zu gelangen.
Am Anfang des 20. Jahrhunderts verzeichnete Heidebrink, das über eine Solquelle verfügte, einen wirtschaftlichen Aufschwung als Seebad. Bis 1910 wurden jährlich etwa 800 Badegäste beherbergt, um 1924 war deren Anzahl bereits auf 2200 angestiegen.
Heidebrink gehörte bis 1945 zum Regierungsbezirk Stettin der Provinz Pommern und zum Landkreis Usedom-Wollin. Die Durchgangsstraße trug bis dahin den Namen Chaussee Straße. Von der Chaussee Straße bog bei dem Hotel zur Post die Bötticherstraße Richtung Süden zum Camminer Bodden ab, die auch an der Feuerwehr vorbei führte. Am Ende dieser Straße befand sich eine Anlegestelle für kleine Schiffe. Über das Wasser hinweg ist Cammin gut zu sehen. Nach Cammin gab es eine Schiffsverbindung.
Die Schule lag am Ortsausgang Richtung Kolzow an der Chaussee Straße. Dahinter begann der Staatsforst in dem sich seit 1939 mehrere Bunker als Waffenlager befanden. An der Schule vorbei führte ein Weg zum Strand mit den großflächigen Dünen. Von der Chaussee Straße führten die Strandstraße, die Badstraße und der Heideweg ebenfalls zu den Dünen und dem Ostseestrand. Nördlich der Chaussee Straße verliefen parallel zu dieser die Parkstraße, die die Strandstraße mit der Badstraße verband und an deren beiden Enden jeweils ein Park lag, die Waldstraße, die die Strandstraße mit dem Heideweg verband und weiter in den Camminer Forst führte, und die Dünenstraße, die ebenfalls die Strandstraße mit dem Heideweg verband.
Gegen Ende des Zweiten Weltkriegs war die Rote Armee am 4. und 5. März 1945, aus südöstlicher Richtung kommend, rasch auf das Stettiner Haff, die Dievenow und die Oder vorgerückt, dort jedoch neun Wochen lang zum Stehen gekommen.
Auf der Halbinsel Dievenow wurde noch bis Anfang Mai weitergekämpft. Während dieser Zeit lag die Region von der Insel Wollin sowie von der Ostsee aus unter beständigem deutschen Artilleriebeschuss. Als in der Nacht vom 5. auf den 6. März 1945 Cammin in Brand geriet, war dies das Signal für viele Heidebrinker den Ort im Morgengrauen Richtung Swinemünde zu verlassen.
Nach Kriegsende wurde Heidebrink zusammen mit ganz Hinterpommern von der Sowjetunion der Verwaltung der Volksrepublik Polen unterstellt. Es begann nun die Zuwanderung polnischer Migranten. In der Folgezeit wurde die einheimische Bevölkerung von der örtlichen polnischen Verwaltungsbehörde vertrieben. Das deutsche Seebad und Fischerdorf Heidebrink wurde in Międzywodzie umbenannt.

### Demographie
| Jahr | Anzahl Einwohner | Anmerkungen                            |
| ---- | ---------------- | -------------------------------------- |
| 1818 | 26               | [ 9 ]                                  |
| 1859 | 59               | in zehn Fischwohnungen                 |
| 1867 | 55               | am 3. Dezember                         |
| 1871 | 4                | am 1. Dezember, alle vier Evangelische |
| 1905 | 75               | [ 6 ]                                  |
| 1923 | 250              | [ 2 ]                                  |
| 1933 | 335              | [ 11 ]                                 |
| 1939 | 473              | [ 11 ]                                 |